# Igłoskóre
Igłoskóre, bezmuszlowce (Aculifera) – podtyp mięczaków (Mollusca), obejmujący wyłącznie morskie gatunki pozbawione muszli, o ciele zazwyczaj robakokształtnym. Nazwa Aculifera była przez długi czas synonimizowana z Amphineura (obunerwce), lecz analizy morfologiczne i filogenetyczne potwierdzają zasadność wydzielenia tego taksonu. Niektóre badania molekularne sugerują, że Aculifera i Conchifera (muszlowce) są taksonami siostrzanymi, podczas gdy inne, że bezmuszlowce są bliżej spokrewnione z głowonogami.
Datowanie molekularne sugeruje, że klad obejmujący wszystkie współczesne Aculifera powstał w późnym kambrze lub wczesnym ordowiku, najprawdopodobniej około 488 mln lat temu.

## Budowa
Ciało o przekroju kolistym lub spłaszczonym. Silnie orzęsiona noga zawiera liczne gruczoły śluzowe. Płaszcz pokryty jest organicznym oskórkiem z rozmaitymi zmineralizowanymi strukturami (spikule). Pod płaszczem leży jama płaszczowa z ktenidiami. Układ nerwowy tworzą cztery pnie nerwowe. Brak szczęk i statocyst. Fotoreceptory mają prostą budowę lub nie występują.

## Systematyka
Do kladu Aculifera zaliczane są:
- bruzdobrzuchy (Solenogastres), u których brak muszli,
- tarczonogie (Caudofoveata) – pierwotnie pozbawione muszli, ciało okrywa chitynowy oskórek z łuskami,
- chitony (Polyplacophora), których muszlę tworzą dachówkowato zachodzące na siebie płytki.

Bruzdobrzuchy i tarczonogie są w niektórych ujęciach łączone w jedną grupę – bezpłytkowce (Aplacophora).